# Ригельман, Николай Аркадьевич
Никола́й Арка́дьевич Ригельман (1817—1888) — русский публицист и общественный деятель. Председатель Киевского Славянского благотворительного общества и Киевского отделения Русского музыкального общества.

## Биография
Родился 29 сентября (11 октября) 1817 года в родовом имении при селе Андреевке в Черниговской губернии в православной семье. Сын уездного предводителя дворянства Аркадия Александровича Ригельмана (1778—?) и жены его Прасковьи Григорьевны, урождённой Галаган (?—1852). Внук генерал-майора А. И. Ригельмана, двоюродный брат Г. П. Галагана.
Высшее образование получил на историко-филологическом отделении философского факультета Московского университета, где учился вместе с Михаилом Катковым, Фёдором Буслаевым, Юрием Самариным, Михаилом Людоговским. Будучи студентом участвовал в переводе на русский язык сочинения французского профессора Демишеля «История средних веков» (Москва, 1836). По окончании курса наук со званием действительного студента, 22 ноября 1839 года поступил на службу в канцелярию Московского гражданского губернатора. Одновременно продолжал занятия в университете и в следующем году был удостоен степени кандидата 1-го отделения философского факультета.
В 1843 году вышел в отставку и для пополнения научного образования поехал в Вену. Также посетил Прагу и Пресбург, где познакомился со славянскими деятелями Ганкой и Штуром. Вернулся в Россию в 1845 году и 1 июня 1846 года поступил на службу в канцелярию Киевского военного, Подольского и Волынского генерал-губернатора; 14 февраля 1848 года был назначен секретарём канцелярии по полицейской части. По предписанию генерал-губернатора, с 17 апреля по 14 сентября 1848 года исправлял должность казначея Киевского института благородных девиц.
Был назначен 13 августа 1850 года директором училищ Киевской губернии и директором Второй Киевской гимназии; в 1854 году вышел в отставку по болезни.
В 1864 году, был приглашён к участию в Комиссии по крестьянским делам при Киевском генерал-губернаторе. Состоял с 13 августа 1848 года действительным членом киевской Комиссии для разбора древних актов. В 1848—1851 годах под редакцией Ригельмана были изданы два тома «Летописи событий юго-западной России в XVII веке» Самуила Величко. Также состоял действительным членом Общества любителей российской словесности при Московском университете с 1860 года.
В 1840-х годах начал публиковаться в славянофильском журнале «Москвитянин», в 1846—1847 годах ригельмановские «Письма из Вены», посвященные жизни славян в Австрии, печатались в «Московском сборнике». Был особенно близок к М. П. Погодину и И. С. Аксакову. Позднее публиковался в газете «День». Совершив вторую поезду за границу в 1857—1858 годах и третью — в 1867 году, издал отдельную книгу «Три поездки за границу» (1871). В 1870-х годах вел полемику с украинофилами на страницах «Киевлянина» и «Русского вестника», в частности в 1875 году поместил в последнем критическую статью «Современное украинофильство».
С момента основания был деятельным членом Киевского Славянского благотворительного общества, а в 1875 году единогласно избран был его председателем. Неоднократно жертвовал значительные суммы из своих средств на издание книг по славяноведению. Так, почти все «Славянские ежегодники», издаваемые обществом, печатались за его счет. Кроме того, благодаря стараниям Ригельмана общество помогало многим нуждающимся, оказывало материальную поддержку галицким русофилам и способствовало изданию львовского «Слова», а также содействовало выходу в свет многих изданий, среди которых «Очерк истории чешской литературы» А. И. Степовича и «Краткий очерк истории чешского народа» Фр. Палацкого (в переводе и с предисловием Н. П. Задерацкого). В 1885 году, во время празднования Кирилло-Мефодиевского юбилея, пожертвовал 10 тысяч рублей на нужды общества, составившие неприкосновенный «Ригельмановский капитал», «проценты с которого должны быть употребляемы для содействия распространению знания обще-русского литературного языка между славянами, живущими вне пределов русского государства».
При открытии в Киеве отделения Русского музыкального общества в 1863 году был избран в члены дирекции, из состава которой выбыл в 1871 году. В 1879 году вернулся в дирекцию по просьбе В. В. Пухальского, а в 1882 году стал председателем Киевского отделения РМО, каковую должность занимал до самой смерти.
Скончался 21 мая (2 июня) 1888 года от апоплексического удара. Был женат на Марии Васильевне Тарновской.